# Хорольська фортеця
Хоро́льська форте́ця — фортеця на території міста Хорола на Полтавщині (нині районний центр), що існувала у XVII—XVIII століттях.
Фортеця виникла на початку XVII століття, як укріплене ядро Хорола. Розташовувалась на мисоподібному пагорбі правого берега річки Хоролу, при впадінні в неї струмка Лагодина. Абриси Хорольської фортеці наближалися до трикутника.   
У XVII — 1-й половині XVIII століття укріплення складалися із земляного валу, рову, палісадової огорожі та дерев'яних башт, кількість яких становила, ймовірно, 7-8. Загальна довжина укріплень, згідно з планом Хорола 1787 року, сягала 800 сажень.
Всередині цитаделі містилися дві дерев'яні церкви, будинки сотенних і місцевих установ, торгові ряди, школа, шпиталь, громадські й приватні двори.
У 2-й половині XVIII століття Хорольська фортеця занепала.   
Дотепер збереглися залишки земляних укріплень Хорольської фортеці.

## Джерело
- Хорольська фортеця // За ред. А. В. Кудрицького. Полтавщина : Енцикл. довід.. — К. : УЕ, 1992. — С. 1024. — ISBN 5-88500-033-6. — с. 952